# Radio Tirol
Radio Tirol est le programme régional d'Ö2, radio du service public ÖRF, pour le Tyrol et Tyrol-du-Sud.

## Histoire
En 1926, les premiers programmes radios diffusés dans le Tyrol le sont d'Aldrans, près d'Innsbruck. Le premier grand studio régional est établi en 1945 pour Sendergruppe West, radio créée par les forces d'occupation françaises. Des studios sont faits à Dornbirn et Innsbruck. En 1952, les émetteurs sont remis en marche. Le programme comprend des bulletins d'information locale, de la musique classique, des lectures, des documentaires ou des pièces radiophoniques. Ces premiers programmes révèlent des talents comme Ernst Grissemann, Axel Corti, Otto Grünmandl ou Bert Breit. Entre 1954 et 1956, "Sendergruppe West" intègre l'ÖRF qui vient d'être créé.
Radio Tirol est créé dans son format actuel le 1er octobre 1967 sous le nom de "ÖR-Radio Tirol". En 1972, le studio régional d'Innsbruck est ouvert. En 1992, le groupe de radios régionales ÖR devient Ö2. Ce changement de nom anticipe une image plus forte du service public face à l'arrivée des radios privées.

## Programme
Les programmes ont pour centre les sujets qui intéresseraient les auditeurs du Tyrol et du Tyrol-du-Sud.
La musique comprend principalement des tubes de la pop, du schlager, de la volkstümliche Musik et même de la musique traditionnelle.
Certains programmes spéciaux ont lieu comme lors des épreuves de ski.